# Morge (Genfersee)
Die Morge (auch Morge de Saint-Gingolph) ist ein 7,9 Kilometer langer Zufluss des Genfersees, der im französischen Département Haute-Savoie in der Region Auvergne-Rhône-Alpes entspringt und danach die Grenze zum Schweizer Kanton Wallis bildet. Sie ist nicht zu verwechseln mit dem gleichnamigen Fluss, der bei Conthey in die Rhone mündet und mit der Morges, die bei Morges im Kanton Waadt in den Genfersee mündet.

## Verlauf
Die Morge, die hier noch l’Eau des Rasses genannt wird, entspringt am Südhang des Pic Boré (1974 m) unterhalb des Col de Neuva (1775 m) knapp auf dem Gebiet der Gemeinde Bernex auf französischem Staatsgebiet. Sie fließt zuerst ostwärts und nimmt beim Weiler La Planche (F) ihren wichtigsten Zufluss auf, der am Nordhang des Grenzgipfels Dent du Vélan (2059 m ü. M.) entspringt und bis zu seiner Einmündung die Grenze zur Schweiz bildet. Die Morge, die nun selber die Grenze bis zur Mündung bildet, fließt in nordöstliche Richtung und durchquert ein waldiges Gebiet. Sie tangiert den Ortskern von Novel (F) und die Weiler Clarive und Frenay (beide CH). Hier bildet sie ein enges, waldiges Tal und fließt anschließend zwischen Saint-Gingolph (F) und Saint-Gingolph (CH) in den Genfersee.